# リンカーンシャー・ポーチャー
リンカーンシャー・ポーチャー (The Lincolnshire Poacher) は、1970年代 - 2008年6月までキプロスから発信されていた短波の乱数放送。
イギリスのフォークソング "The Lincolnshire Poacher" の一節が使用されていたのでこの名で知られるようになった。無線局はMI6によってキプロスから発信されていると信じられていた。

リンカーンシャー・ポーチャーの発信源といわれるキプロスのアクロティリ。

アマチュアの無線家がキプロスのアクロティリを拠点に活動するイギリス空軍とこの乱数放送を結びつけた(送信元と言われるカーテンアンテナがある。)。放送は女声（イギリス訛り）の電子音声で話されて5文字の数字群(0-2-5-8-8のような)を読み上げる。末項は高めのピッチで読まれる。国外で活動するスパイ用の放送で、ワンタイムパッドを使っているものと想像されている。
アジアの乱数放送"Cherry Ripe"（あだ名はチェリーライプ。発信源はオーストラリアと予想される）にも始めのシグナルに"The Lincolnshire Poacher"の一節が使用されていた。チェリーライプは2009年12月まで放送していた。

## 歴史
いつからリンカーンシャー・ポーチャーが放送されていたのかは分からないが、恐らくは1970年代中ごろからである第一次世界大戦から乱数放送はあった(初の無線通信)。リンカーンシャー・ポーチャーのような放送はソ連やイギリスが慎重にスパイに情報を届けなければいけなかった冷戦時代から登場した。しかしながら、冷戦が終わると、乱数放送は大いに減少した。リンカーンシャー・ポーチャーは冷戦終結後も20年ほど続いた。2008年の6月29日の放送を最後に、リンカーンシャー・ポーチャーは停止した。理由はかつてリンカーンシャー・ポーチャーが放送していた内容を姉妹局のCherry Ripe（チェリーライプ）で放送しようとしたからだといわれる。このことは真実であると言われ、実際にチェリーライプはリンカーンシャー・ポーチャーと酷似した数群を使っている

### 発信元
現在はどこの国もリンカーンシャー・ポーチャーを自国のものとは認めていないが、熱心なアマチュアたちが逆探知した結果、発信元はイギリス空軍のいるキプロス島地中海に面するアクロティリと特定された。無線局はMI6によってキプロスから発信されていて、そこのイギリス空軍によって維持されていると信じられている。

## 放送時間の法則
リンカーンシャー・ポーチャーは一週間毎日それぞれ違った時間、短波周波数で放送される。以下の表は2006年一月のリンカーンシャー・ポーチャーの正確なスケジュール(表記は協定世界時。周波数はメガヘルツ。)。
|       | 月曜日               | 火曜日               | 水曜日               | 木曜日               | 金曜日               | 土曜日               | 日曜日               |
| ----- | -------------------- | -------------------- | -------------------- | -------------------- | -------------------- | -------------------- | -------------------- |
| 12:00 | 14.487 15.682 16.084 | 14.487 15.682 16.084 | 14.487 15.682 16.084 | 14.487 15.682 16.084 | 14.487 15.682 16.084 | 14.487 15.682 16.084 | 14.487 15.682 16.084 |
| 13:00 | 14.487 15.682 16.084 | 14.487 15.682 16.084 | 14.487 15.682 16.084 | 14.487 15.682 16.084 | 14.487 15.682 16.084 | 14.487 15.682 16.084 | 14.487 15.682 16.084 |
| 14:00 | 10.426 12.603 14.487 | 12.603 14.487 16.314 | 14.487 15.682 16.084 | 14.487 15.682 16.084 | 14.487 15.682 16.084 | 10.426 11.545 14.487 | 11.545 14.487 15.682 |
| 15:00 | 11.545 13.375 15.682 | 7.755 8.464 10.426   | 11.545 14.487 16.084 | 11.545 12.603 13.375 | 11.545 12.603 13.375 | 11.545 12.603 13.375 | 11.545 12.603 13.375 |
| 16:00 | 11.545 12.603 13.375 | 11.545 13.375 15.682 | 6.485 7.755 10.425   | 8.464 12.603 14.487  | 11.545 12.603 13.375 | 11.545 12.603 13.375 | 8.464 10.426 11.545  |
| 20:00 | 11.545               |                      |                      |                      |                      |                      |                      |